# Ernst Fürntratt-Kloep

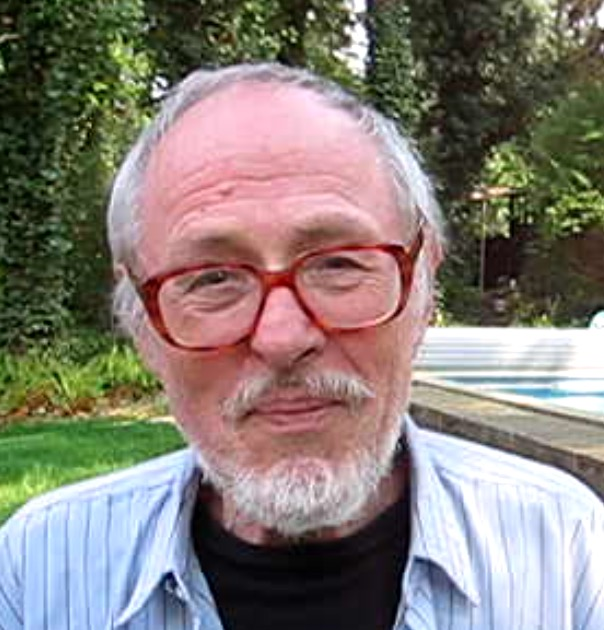
Ernst Fürntratt-Kloep, aufgenommen im Mai 2006 in Berlin

Ernst „Fidel“ Fürntratt-Kloep, geborener Fürntratt (* 10. März 1938 in München; † 11. Februar 2007 in Hackås, Schweden) war ein deutscher Psychologe und Hochschullehrer. Von 1972 wirkte er als Professor für Psychologie an der Rheinisch-Westfälischen Technischen Hochschule Aachen. Wissenschaftlich und privat engagierte er sich für die Solidarität mit Lateinamerika und insbesondere mit Kuba. 

## Leben
Ernst Fürntratt wuchs in Österreich auf. Von 1955 bis 1961 studierte er Psychologie, Zoologie, Germanistik und Geschichte an den Universitäten von Wien und Graz. Von 1962 bis 1967 entwickelte er für die Deutsche Gesellschaft für Personalentwicklung den Differentiellen Wissens-Test. Damit darf er im deutschsprachigen Raum noch zu den Pionieren der objektiven psychologischen Tests gerechnet werden.
Ab 1964 veröffentlichte er behavioristisch orientierte Arbeiten über Lernen, Denken, Emotion und Motivation, Aggression, Angst, Pädagogische Psychologie und Psychometrie. Von 1968 bis 1972 war er Dozent an der Universität Uppsala, bis er 1972 als Professor für Psychologie an die RWTH Aachen berufen wurde. Nach seiner im Jahr 1984 erfolgten Emeritierung zog er nach Hackås in Schweden. 
Fürntratt-Kloep unternahm viele Reisen nach Lateinamerika, unter anderem siebzehn nach Kuba, wo er sich auch den zweiten Vornamen „Fidel“ zulegte, außerdem häufig nach Venezuela und Mexiko. 1991 und 1992 schrieb er Beiträge für die Zeitschrift konkret. 1994 gründete er das World Data Research Center in Havanna. Für sein Buch über die Lebensqualität (1995) sammelte er Daten aus 152 Ländern, für das Buch über Frauenrechte (1998) aus 160 Ländern. So wollte er seiner Forschung ein Fundament aus konkreten Fakten geben, Zitat (1995): „Wenn es in den Sozialwissenschaften wie Psychologie, Soziologie oder Ökonomie wenig objektives Wissen oder Wahrheit gibt – in Geschichte und Politik gibt es gar keines. Was in diesen Gebieten akzeptiert und geglaubt wird, ist alles verzerrt durch die Folgen von einseitiger Erziehung, Propaganda und schlichter Gehirnwäsche. Das Denken in diesen Bereichen ist alles andere als frei.“
Ernst Fürntratt-Kloep war mit der Psychologin Marion Kloep verheiratet.

## Veröffentlichungen (Auswahl)

### Monografien
- Differentieller Wissens-Test (DWT). Hogrefe Verlag, Göttingen 1969.
- Angst und instrumentelle Aggression. Beltz Verlag, Weinheim 1974, ISBN 3-407-51079-9.
- Motivation schulischen lernens. Beltz Verlag, Weinheim 1976, ISBN 3-407-50051-3.
- Zwang und repression im schulunterricht. Beltz Verlag, Weinheim 1977, ISBN 3-407-50054-8.
- Lernprinzip Erfolg (mit Christine Möller). Verlag Ernst Reinhardt, München 1982, ISBN 3-497-00945-8.
- Quality of Life / Calidad de la Vida. Englisch und Spanisch, Papyrossa Verlag, Köln 1995, ISBN 3-89438-090-X.
- Soziale Gleichheit und Frauenrechte im weltweiten Vergleich. 2. Auflage, Papyrossa Verlag, Köln 2001, ISBN 3-89438-154-X.
- Unsere Herren seid Ihr nicht! Das politische Denken des Fidel Castro. 3. Auflage, Papyrossa Verlag, Köln 2006, ISBN 3-89438-185-X.
- Venezuela – Der Weg einer Revolution. Papyrossa Verlag, Köln 2006, ISBN 3-89438-344-5.

### Beiträge
- Zusammen mit H.-J. Gutsche: Untersuchungen zum Image der Psychologie in Deutschland. I. Die Stellung der wissenschaftlichen Psychologie zu anderen Fachgebieten in der Vorstellung von Oberschülern. In: Psychologische Beiträge, 11 (1969)
- Untersuchungen zum Image der Psychologie in Deutschland. V. Die Stellung der wissenschaftlichen Psychologie zu anderen Fachgebieten in der Vorstellung von Psychologiestudenten. In: Psychologische Beiträge, 11 (1969)
- Wettkampfsport und Aggression. In: Dorothee Bierhoff-Alfermann (Hrsg.): Soziale Einflüsse im Sport. Dr. Dietrich Steinkopff Verlag, Darmstadt 1976, ISBN 3-7985-0444-X.
- Persönlichkeitsentwicklung. In: Hanns Eyferth, Hans-Uwe Otto, Hans Thiersch (Hrsg.): Handbuch zur Sozialarbeit/Sozialpädagogik. Luchterhand Verlag, Neuwied 1984, ISBN 3-472-51014-5.
- Angst und instrumentelle Aggression. In: Hans-Peter Nolting (Hrsg.): Lernfall Aggression. 1. Auflage 1974 u. 19. Auflage: Rowohlt, Reinbek bei Hamburg 2000, ISBN 3-499-62080-4.